# آندریا بگتو
آندریا بگتو (انگلیسی: Andrea Beghetto؛ زادهٔ ۱۱ اکتبر ۱۹۹۴) بازیکن فوتبال اهل ایتالیا است.
از باشگاه‌هایی که در آن بازی کرده‌است می‌توان به باشگاه فوتبال پادوا اشاره کرد.